# (35395) 1997 XM10
(35395) 1997 XM10 est un astéroïde de la ceinture principale découvert en 1997.

## Description
(35395) 1997 XM10 a été découvert le 4 décembre 1997 à l'observatoire Gekko, situé à Shizuoka (Japon), par Tetsuo Kagawa et Takeshi Urata.

### Caractéristiques orbitales
L'orbite de cet astéroïde est caractérisée par un demi-grand axe de 2,41 ua, un périhélie de 1,91 ua, une excentricité de 0,20 et une inclinaison de 2,32° par rapport à l'écliptique. Du fait de ces caractéristiques, à savoir un demi-grand axe compris entre 2 et 3,2 ua et un périhélie supérieur à 1,666 ua, il est classé, selon la JPL Small-Body Database, comme objet de la ceinture principale.

### Caractéristiques physiques
(35395) 1997 XM10 a une magnitude absolue (H) de 15,2 et un albédo estimé à 0,130.